# Витцин
Витцин (нем. Witzin) — община в Германии, в земле Мекленбург-Передняя Померания.
Входит в состав района Пархим. Подчиняется управлению Штернбергер Зеенландшафт.  Население составляет 454 человека (на 31 декабря 2010 года). Занимает площадь 18,79 км².